# Pyramica comis
Pyramica comis är en myrart som först beskrevs av Kempf 1959.  Pyramica comis ingår i släktet Pyramica och familjen myror. Inga underarter finns listade i Catalogue of Life.